# Call of Cthulhu: The Official Video Game
Call of Cthulhu: The Official Video Game es un videojuego de género horror de supervivencia y rol desarrollado por Cyanide y publicado por Focus Home Interactive para Microsoft Windows, PlayStation 4 y Xbox One. Su fecha de lanzamiento fue el 30 de octubre de 2018.
El videojuego presenta entornos semiabiertos e incorpora temáticas del terror de Lovecraft y terror psicológico en una historia qué además incluye elementos de investigación y sigilo. Está basado en el relato corto La llamada de Cthulhu del escritor H. P. Lovecraft, mientras que también es principalmente una adaptación del juego de rol del mismo nombre creado en 1981.

## Argumento
El videojuego sigue al investigador Edward Pierce, detective privado que atraviesa una crisis existencial. Debido a que el Boston de 1924 no le proporciona casi ningún caso, este veterano de guerra rehúye consumiendo alcohol y pastillas de narcóticos. Sin embargo, surge un rayo de esperanza cuando un misterioso caso cae un día sobre su escritorio. Se le pide al detective que resuelva la muerte de la familia Hawkins, quienes murieron misteriosamente en un incendio. Como la única pista es una imagen extraña pintada por la madre supuestamente enloquecida poco antes de su muerte, Edward tiene que dirigirse a la isla de Darkwater cerca de Boston, Massachusetts para averiguar más sobre el asunto y es entonces cuando descubre el inminente renacimiento del Primigenio Cthulhu.

## Desarrollo
El 16 de enero de 2014, el editor Focus Home Interactive anunció vía Twitter que los desarrolladores de videojuegos Frogwares estaban trabajando en el desarrollo del proyecto. También anunciaron que sería lanzado para PC y "consolas de la siguiente generación".  Más tarde durante ese mismo mes, un portavoz de Frogwares dijo a Digital Spy que el videojuego seguía en un estado de "desarrollo inicial". Ellos señalaron que el videojuego tendría un enfoque sobre investigación en una ambientación de horror, y que estarían utilizando la experiencia adquirida al haber desarrollado su propia serie de videojuegos Las Aventuras de Sherlock Holmes.  También revelaron que trabajaban con múltiples escritores quién habían creado escenarios para el juego de rol La llamada de Cthulhu de 1981.
Después de dos años de inactividad en el título, incitando preocupaciones sobre que el videojuego pudiera haber sido cancelado, Focus Home Interactive anunció al videojuego otra vez en febrero de 2016, ahora en desarrollo para su lanzamiento en 2017 por el estudio Cyanide.  Revelaron que este sería un videojuego de rol de investigación semi-mundo abierto con elementos de sigilo y horror psicológico. Será construido usando el motor de videojuego Unreal Engine 4. Está basado más estrechamente en el juego de rol de "lápiz y papel" La Llamada de Cthulhu que en el relato corto homónimo de H. P. Lovecraft.

## Lanzamiento y marketing
Focus Home Interactive publicó el primer tráiler para el videojuego justo antes del evento E3 2016 el 10 de junio de 2016. Un tráiler "Depths of Madness" (lit. Profundidades de la Locura) fue publicado el 19 de enero de 2017. Fue primero planificado para ser lanzado en PC, PlayStation 4, y Xbox One en el cuarto trimestre de 2017. Sin embargo, en septiembre de 2017, el videojuego se retrasó hasta 2018, sin proporcionar entonces detalles sobre en qué fecha exacta o trimestre se publicaría. Su lanzamiento internacional se produjo el 30 de octubre de 2018.

## Recepción
Call of Cthulhu recibió en su mayoría reseñas entre "mixtas o promedio", según el agregador de reseñas Metacritic.